# Biennálé-kertek
A Biennálé-kertek (olaszul Giardini della Biennale vagy másik nevén Biennale d’Arte egy nagy, elkerített park Velence történelmi központjának szélén, a Castello negyedben. Részét képezi az egykori Giardini pubblici is.

## Története
A jelenlegi park a napóleoni időkben alakult ki, a korábban fejletlen területen.

## Megközelítése
A riva dei Sette Martiriról a viale Trieste illetve a viale Trento érintésével lehet bejutni a területre. A Biennálé-kertek előtt vaporetto-megállóhely található, megkönnyítve megközelítését.

## Leírása
Az összefüggő park összesen 29+1 kiállítási pavilonból áll, s két évenként, a Biennálék alkalmával, változtatja arculatát. Az első rendezvény 1895-ben zajlott itt, Velence akkori polgármestere hívta életre. A modern pavilonok különböző népek művészetébe nyújtanak betekintést, így a miénkbe is. A központi pavilon az olasz pavilon. A kert csupán két esztendőnként nyitja meg kapuit, egyébként zárva tart.

### Pavilonok
- Központi (a volt olasz pavilon) - a korábbi Palazzo Pro Arte (1887) helyén, amit többször is átalakítottak, legutóbb 1977-ben
- Belgium, Léon Sneyens, 1907; helyreállította Virgilio Vallot, 1948-ban
- Magyarország, Rintel Maróti Géza, 1909; helyreállította Benkhard Ágost, 1958-ban[1]
- Németország, Daniele Donghi, 1909; lebontották, újjáépítette Ernst Haiger, 1938-ban
- Nagy-Britannia, Edwin Alfred Rickards, 1909
- Franciaország, Umberto Bellotto, 1912
- Hollandia, Gustav Ferdinand Boberg, 1912; lebontották és újjáépítették 1953-ban (Gerrit Thomas Rietveld)
- Oroszország, Alessio Scusev V., 1914
- Spanyolország, Javier De Luque, 1922, felújított homlokzat 1952-ben, Joaquin Vaquero Palacios
- Cseh Köztársaság és Szlovák Köztársaság Otakar Novotny, 1926; újraépítette Boguslav Rychlinch, 1970
- Amerikai Egyesült Államok, Chester Holmes Aldrich és William Adams Delano, 1930
- Dánia, Carl Brummer, 1932; bővült 1958-ban, Peter Koch által
- Velence, Brenno Del Giudice, 1932; 1938-ban bővült, a pavilon nagyszerű építészeti struktúra, amely otthont ad több nemzet gazdaságának (Szerbia , Egyiptom , Lengyelország és Románia). 2011-ben nyitották meg újra a nagyközönség számára a helyreállítás után, a központi része 1932-ben épült
- Ausztria, Josef Hoffmann együttműködve Robert Kramreiter, 1934, helyreállítója Hans Hollein volt, 1984-ben
- Görögország, M. Papandreou és Brenno Del Giudice, 1934
- Jegypénztár, Carlo Scarpa, 1951
- Izrael, Zeev Rechter, 1952 , módosítva Fredrik Fogh, 1966
- Svájc, Bruno Giacometti, 1952
- Venezuela, Carlo Scarpa, 1954
- Japán, Takamasa Yoshizaka, 1956
- Finnország, Alvar Aalto, 1956 ; helyreállítva Fredrik Fogh együttműködve Elsa Mäkiniemivel, 1976-1982
- Kanada, BBPR-csoport (Gian Luigi Banfi, Ludwig Barbiano Belgiojoso, Henry Peressutti és Ernesto Nathan Rogers) műve, 1958
- Uruguay, egykori Biennálé-raktár, 1958; az országnak eladva: 1960
- Skandináv országok (Svédország, Norvégia, Finnország), Sverre Fehn, 1962 , a szomszédos  kis Fredrik Fogh-épület mellett, 1987
- Brazília, Amerigo Marchesin, 1964
- Ausztrália, Philip Cox, 1987
- Könyvtár, James Stirling, 1991
- Korea, Seok Kim Chul és Franco Mancuso, 1995

### Emlékművek
- Giuseppe Garibaldi

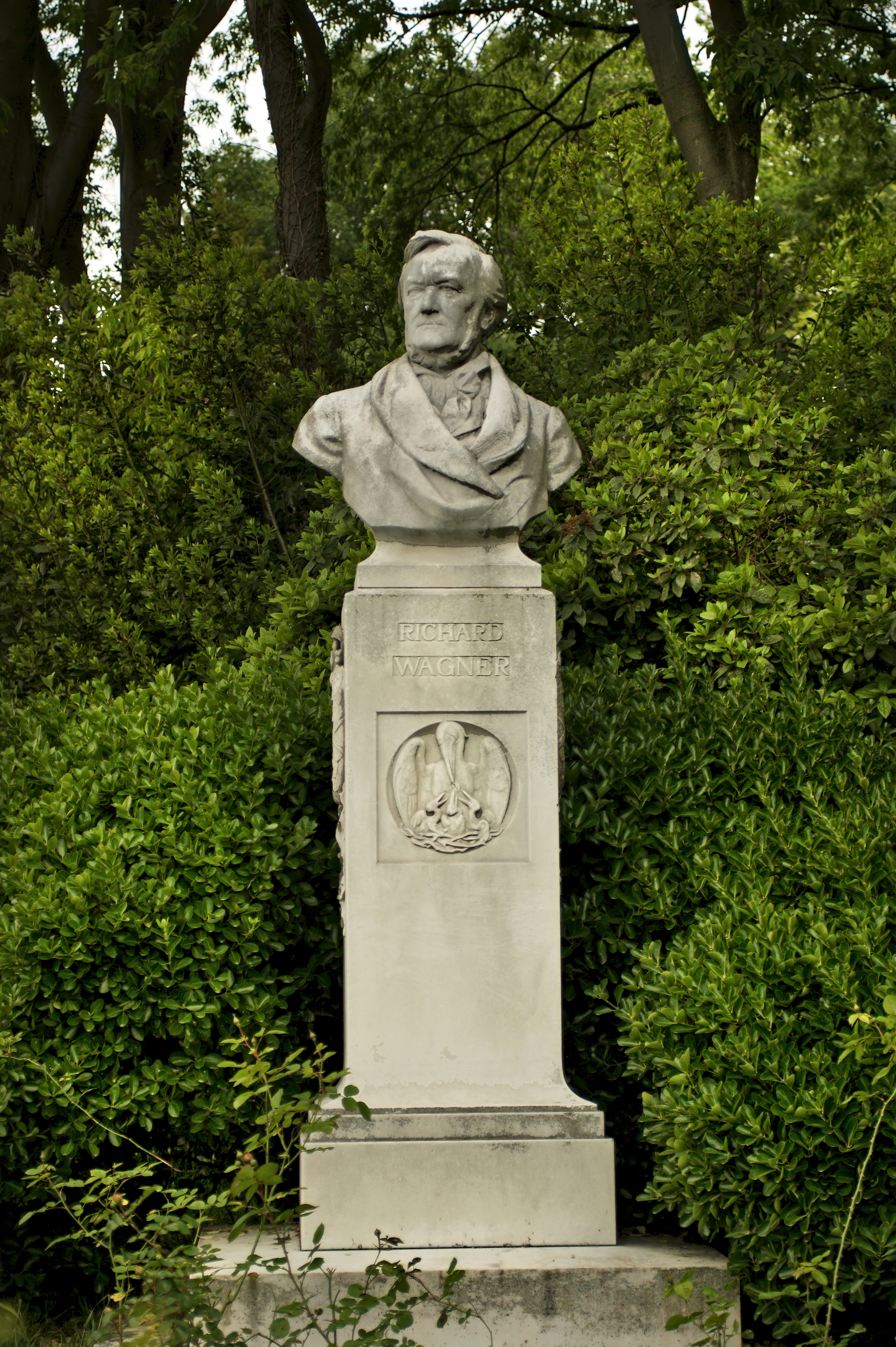
Richard Wagner-emlékmű (Fritz Schaper alkotása, 1908)

- Francesco Querini, uraság, hajóskapitány, a Regata megálmodója
- Pier Luigi Penzo, a hazafi
- Richard Wild  , a polgármester, aki támogatta az expozíciót
- Emlékmű a katonáknak szárazföldön és tengeren, szobor, 1885 az 1882-es, katasztrofális árvíz során nyújtott segítségükért
- Richard Wagner, a Ca’ Vendramin Calergiben elhunyt nagy zeneszerzőnek
- Giosuè Carducci szobor, Annibale De Lotto, 1912

## Bibliográfia
- Útikönyv: Olaszország - Velence. Milánó: Touring Editore (2007). ISBN 978-88-365-4347-2